# Techniques d'avant garde
Techniques d'Avant-Garde ou TAG Group Limited est une importante société holding enregistrée à Jersey, fondée en 1977 au Luxembourg par l'homme d'affaires syro-saoudien Akram Ojjeh.
Le Groupe TAG fut dirigé depuis Genève (Suisse) par Mansour Ojjeh, fils aîné d'Akram Ojjeh, lequel en assura la présidence de la disparition de son père, en 1991, à sa propre mort, en 2021.
Le Groupe TAG est un groupe privé et familial, au capital social entièrement libéré de USD 100 millions, détenu par les bénéficiaires du Akram Ojjeh Trust basé aux îles Caïmans.
TAG s'est impliqué en Formule 1 depuis la fin des années 1970. Après avoir sponsorisé l'écurie Williams, elle est devenue l'un des actionnaires du McLaren Group, dont fait notamment partie l'écurie McLaren Racing. De 1983 à 1987, elle a donné son nom au moteur turbo TAG Porsche qui équipait les McLaren engagées dans le championnat du monde de Formule 1 organisé par la FIA.

## Divisions
Elle détient, entre autres :
- TAG Aeronautics, distributeur de Bombardier Aéronautique pour le Moyen-Orient
- TAG Aviation SA
- TAG Farnborough Airport Ltd

## TAG Aviation Holding SA
Société aéronautique active dans l'aviation d'affaires basée à Genève (Suisse), sur l'aéroport de Genève-Cointrin.
Pour bâtir sa sub-holding TAG Aviation, le Groupe TAG s'est notamment appuyé sur la reprise successive de sociétés ou d'infrastructures réputées dans le domaine de l'aviation d'affaires comme Aeroleasing en Suisse, Aviation Methods en Californie, Wayfarer Aviation, Inc. à Rye Brook dans l'État de New York ou encore l'aéroport privé de Farnborough (en),
situé à 64 km (40 miles) du centre de Londres.
En tant que prestataire global, TAG Aviation traite de l'entretien, du management, de l'exploitation de luxueux avions d'affaires ; notamment des gammes d'avions Bombardier Aéronautique (Global Express, Challenger, Learjet), Cessna (Citation), Dassault Aviation (Falcon), Gulfstream Aerospace Corp. (Gulfstream) et nombre d'autres types d'appareils.
Le « tarmac » de l'aéroport de Farnborough est connu pour être le rendez-vous incontournable des industriels de l'aéronautique civile et militaire, lors du Farnborough International Airshow, l'un des plus importants salons aéronautiques au monde, qui se tient chaque deux ans, en alternance avec le Salon International de l'Aéronautique et de l'Espace de Paris-Le Bourget (Paris Air Show).
En 2019, TAG Aviation se sépare de TAG Farnborough Airport Ltd acquis en 1999, au profit de Macquarie Infrastructure and Real Assets (MIRA), la division de gestion d'actifs réels du groupe australien Macquarie Group, dédiée aux investissements de long terme dans les infrastructures, notamment aéroportuaires. Pour l'anecdote, MIRA est le plus grand gestionnaire d'infrastructures au monde, avec plus de 100 millions de personnes qui arpentent quotidiennement, les sites d'envergure dans lesquels le fonds investit.
La cession par le Groupe TAG de sa filiale TAG Farnborough (Holdings) Limited inclut non seulement l'aéroport d'affaires, mais également le luxueux hôtel Aviator et le pub The Swan, deux établissements situés aux abords des pistes de Farnborough Airport.

## Aviator
Aviator est un hôtel de luxe situé près de Londres, à Farnborough, et créé par le Groupe TAG en 2008.

## TAG Heuer
Le logo TAG, au graphisme blanc sur fond vert dans sa livrée d'origine, a véritablement acquis sa notoriété auprès du grand public à partir de 1985 lorsque le Groupe TAG a pris le contrôle de la marque horlogère helvétique Heuer qu'il a immédiatement rebaptisé TAG Heuer.
TAG Heuer appartient au Groupe LVMH depuis 1999. Elle n'a désormais plus aucun lien avec le Groupe TAG, dont elle conserve néanmoins le sigle caractéristique.